# 19637 Presbrey
19637 Presbrey è un asteroide della fascia principale. Scoperto nel 1999, presenta un'orbita caratterizzata da un semiasse maggiore pari a 2,2199583 UA e da un'eccentricità di 0,1210074, inclinata di 4,44487° rispetto all'eclittica.